# (82124) 2001 FO78
2001 أف أو 78 (ويعرف أيضًا باسم (82124) 2001 أف أو 78 وفق تسمية الكوكب الصغير) (بالإنجليزية: 2001 FO78)‏ هو كويكب ضمن حزام الكويكبات؛ وترتيبه 82124 من حيث الاكتشاف.
اكتُشف هذا الجُرم الفلكي بواسطة بحث لنكولن عن الكويكبات القريبة من الأرض في 19 مارس 2001.

## وصلات خارجية
- (82124) 2001 FO78 في قاعدة بيانات مختبر الدفع النفاث لأجرام النظام الشمسي الصغيرة

- الاكتشاف · مخطط المدار ·  العناصر المدارية · المعلمات المادية

- (82124) 2001 FO78 على موقع ويكي سكاي: DSS2, SDSS, GALEX, IRAS, Hydrogen α, X-Ray, Astrophoto, Sky Map, Articles and images